# Divisione di Amravati
La divisione di Amravati è una divisione dello stato federato indiano del Maharashtra, di 9 941 903 abitanti. Il suo capoluogo è Amravati.
La divisione di Amravati comprende i distretti di Akola, Amravati, Buldhana, Washim e Yavatmal.